# Свети Георги (Трояци)
Вижте пояснителната страница за други значения на Свети Георги.
„Свети Георги“ (на македонска литературна норма: „Свети Ѓорѓи“) е възрожденска православна църква в прилепското село Трояци, Република Македония. Църквата е под управлението на Преспанско-Пелагонийската епархия на Македонската православна църква.
Църквата е гробищен храм, разположен в южната част на селото. Изградена е в 1838 година. В архитектурно отношение представлява трикорабна базилика с полукръгла апсида от външната страна. Издигната е в 1838 година, а изписана в 1850 година. В 1892 година е дограден външен трем на западната страна. Храмът е изписан с оригинални стенописи и има красив изписан възрожденски иконостас.